# Місті (Персонаж «Покемона»)
Місті (Misty) також відома як Касумі (яп. カスミ, Kasumi) у Японії — вигаданий персонаж франшизи Pokémon, що належить компанії Nintendo і створена Сатосі Тадзірі. Вона з'являлася в ролі лідера залу у відеоіграх Pokémon Red і Blue, Pokémon Gold та Silver та їхніх відповідних ремейках.
Вона була головною героїнею аніме протягом перших п'яти сезонів, подорожуючи разом з Ешем Кетчумом і Броком/Трейсі, щоб стати найкращим у світі тренером покемонів водного типу, а потім поїхала додому в Лазурне місто, щоб керувати сімейним залом, але періодично з'являлася і після цього, і врешті-решт продовжила свою подорож після того, як Еш здобув звання чемпіона світу.
Персонаж також з'являвся в манзі Pokémon Adventures. Вона спеціалізується на водних покемонах. Японською її озвучила Іїдзука Маюмі, англійською — Рейчел Лілліс та Мікеле Кнотц та українською — Лідія Муращенко. 

## Концепт і дизайн
Розроблена Game Freak і видана Nintendo, серія Pokémon почалася в Японії в 1996 році з випуску Pokémon Red і Blue для Game Boy. У цих іграх гравець бере на себе роль тренера покемонів, чия мета — ловити та тренувати істот, що називаються покемонами. Гравці використовують унікальні здібності покемонів у боях з іншими покемонами, при чому деякі з них можуть перетворюватися на сильніші види або еволюціонувати. Кінцевою метою гри є заповнення покедексу, вичерпної енциклопедії покемонів, шляхом упіймання, еволюції та обміну, щоб здобути істот усіх видів покемонів.
Розроблена Кеном Суґіморі як «лідер залу» — тренер покемонів, який діє як бос зони, Місті була представлена у Red і Blue. Через специфіку розробки гри була зроблена лише одна серія концептуальних ескізів, перш ніж персонаж був реалізований як спрайт у грі. За задумом, битва з Місті мала стати третьою битвою з лідером залу за прогресію гри, але для фінального релізу вона посунулась до другої. Зображена як молода дівчина з рудим волоссям, зав'язаним у хвіст, Суґіморі часто зображував її у роздільному купальнику, щоб тематично вписати її в образ спортзалу-басейну.
Її аніме-дизайн розробила Ацуко Нісіда. Вбрання Місті було суттєво змінено: в аніме вона носила кросівки, жовтий топ вище пупка та синьо-зелені шорти, підперезані червоними підтяжками. Її японська сейю, Маюмі Іїдзука, сказала, що під час прослуховування режисер попросив її грати саму себе, і таким чином вона отримала цю роль.
У січні 1999 року Game Freak пояснив походження англійського імені Місті: «англійський аналог для “Kasumi” — це “Mist” («туман»), із закінченням “-ty”, щоб воно звучало більш жіночно».